# Міжштатна автомагістраль 29
Міжштатна автомагістраль 29 (Interstate 29, I-29) — міжштатна автомагістраль на Середньому Заході в Сполучених Штатах Америки, довжиною 1,207.94 км. I-29 пролягає від Канзас-Сіті, Міссурі, на перехресті з I-35 та I-70, до канадсько-американського кордону біля Пембіни, Північна Дакота, де з’єднується з магістральною дорогою 75 провінції Манітоба (PTH 75), яка продовжується на Вінніпег. Дорога йде по течії трьох великих річок, усі з яких утворюють кордони штатів США. Південна частина I-29 пролягає паралельно річці Міссурі від Канзас-Сіті на північ до Су-Сіті, штат Айова, де перетинає, а потім паралельна річці Біг-Сіу. На північній третині шосе щільно слідує за річкою Північний Ред. Основні міста, до яких з'єднується I-29, включають (з півдня на північ): Консіл-Блафс, Айова; Су-Сіті, Айова; Су-Фоллс, Південна Дакота; Фарго, Північна Дакота; і Гранд-Форкс, Північна Дакота. I-29 також служить дорожнім сполученням між чотирма найбільшими державними університетами Дакоти: Університетом Північної Дакоти, Університетом штату Північна Дакота, Університетом Південної Дакоти та Університетом штату Південна Дакота.